# احمد رؤوف
احمد رؤوف (انگلیسی: Ahmed Raouf؛ زادهٔ ۱۵ سپتامبر ۱۹۸۲) یک بازیکن فوتبال اهل مصر است.

## باشگاهی
از باشگاه‌هایی که در آن بازی کرده‌است می‌توان به باشگاه ورزشی الاهلی مصر، باشگاه فوتبال المصری، اشاره کرد.

## تیم ملی
وی همچنین در تیم ملی فوتبال مصر بازی کرده است.